# ضفدع كبير اللسان
ضفدع كبير اللسان (الاسم العلمي: Rana macroglossa) (بالإنجليزية: Guatemala plateau frog)‏ هو نوع من البرمائيات يتبع جنس الضفدع الحقيقي من فصيلة الضفادع الحقيقية.